# 겐메이 천황
겐메이 천황(元明天皇, 661년 ~ 721년 12월 29일)는 제43대 일본 천황이다. 일본 역사상 다섯 번째 여성 천황으로 아스카 시대의 마지막 천황이다.

## 약력
지토 천황의 이복 동생으로 덴지 천황의 넷째딸이다. 황위 계승 전에는 아헤노 히메미코(阿閇皇女)라 불리었고, 어머니는 우대신 소가노쿠라노야마다노이시카와노마로(蘇我倉山田石川麻呂)의 딸 메이노 이라쓰미(姪娘)이다.
덴무 천황(天武天皇) 4년(675年)에, 도오치 황녀(十市皇女)와 함께 이세 신궁(伊勢神宮)을 찾았다는 기록이 있다.
동왕 8년(679년)경, 한 살 어린 조카인 황자 구사카베(草壁)와 혼인, 그의 정비(正妃)가 되었고, 이듬해 히타카 황녀(氷高皇女)를, 동왕 12년(683년)에 가루 황자(珂瑠皇子)를 낳았다. 구사카베 황자는 동왕 10년(681년) 2월 25일(3월 19일)에 황태자가 되었지만, 지토 천황(持統天皇) 3년(689년) 4월 13일(5월 7일)에 즉위하지 못하고 요절하였다. 지토 천황의 즉위를 거쳐 몬무(文武) 원년(697년) 8월 17일(9월 7일)에 가루 황자가 몬무 천황으로 즉위하고, 그 날 자신도 황태비가 되었다.
게이운(慶雲) 4년(707년) 4월에 구사카베 황자의 10주기를 맞았고, 6월 15일(7월 18일)에 아들 몬무 천황이 병으로 쓰러져, 붕어하고 말았다. 남은 손자 오비토 황자(首皇子, 훗날의 쇼무 천황聖武天皇)은 나이가 아직 어렸기 때문에 황자가 자랄 때까지의 중계로써 처음으로 황후의 지위를 갖지 않은 채 즉위하게 되었다.
게이운 5년(708년) 1월 11일(2월 7일)에 무사시국(武蔵国)에서 구리를 바친 것을 계기로 연호를 와도(和銅)로 바꾸고, 화동개진(和同開珎)이라는 화폐를 주조하였다. 이 시기는 다이호(大宝) 원년(701년)에 제작된 다이호 율령(大宝律令)을 정비하고, 운용한 시대였다. 그 때문에 실무는 오랫동안 후지와라노 후히토(藤原不比等)가 중용되었다.
와도 3년(710년) 3월 10일(4월 13일)에 후지와라쿄(藤原京)에서 헤이조쿄(平城京)로 천도하였다. 이 때 좌대신(左大臣) 이시카와마로(石上麻呂)를 후지와라쿄의 관리자로 남겨두었으므로, 우대신이던 후지와라노 후히토가 실질적인 최고권력자가 되었다. 와도 5년(712년) 정월에는 여러 구니(国)의 고쿠시들에게 요역을 가볍게 해서 백성의 부담을 줄일 것을 지시하였다. 같은 해에는 덴무 천황의 대에 칙으로 제작하게 했던 《고사기》(古事記)가 바쳐졌고, 이듬해 6년(713년)에는 《풍토기》(風土記)를 편찬하라는 조칙이 내려졌다.
715년에는 향리제(郷里制)가 실시되었는데, 같은 해 9월 2일에 자신의 나이 많음을 이유로 양위를 선언하였다. 오비토 황자가 아직 정무를 맡기는 미숙한 상태였기에 딸인 히타카 황녀를 다시 중계로써 양위하고 같은 날 태상천황이 되었다. 요로(養老) 5년(721년) 5월에 병을 얻어 사위 나가야 왕(長屋王)과 후지와라노 우마카이(藤原房前)에게 후사를 맡긴다는 유조를 내리고 자신의 장례를 간소하게 할 것을 명한 뒤, 12월 7일에 붕어하였다.
구리를 발견한 땅은 현재 일본의 사이타마현(埼玉県) 지치부시(秩父市) 구로타니(黒谷)로 그곳의 진좌(鎮座)인 히지리 신사(聖神社)에는 겐메이 천황이 하사한 것으로 전하는 구리로 만든 지네상이 암수 한 쌍으로 신보(神宝)로써 보관되어 있는데, 이것은 겐메이 천황이 사망한 이듬해인 요로 6년(722년) 11월 13일에 겐묘고가네노미코토(元明金命)로써 신사에 합사되어 지금까지 전해지고 있는 것이다.
한편 겐메이 천황이 사망하고 이듬해인 요로 6년, 신라에서는 일본을 경계한다는 명분으로 동쪽 경계에 모벌군성을 쌓았다.

## 계보
- 아버지 : 덴지 천황
- 어머니 : 소가노 메이노 이라쓰메(蘇我姪娘)
- 친자매：미나베 황녀(御名部皇女) - 다케치 황자(高市皇子)와 혼인

- 남편：구사카베 황자(草壁皇子)
  - 딸：히타카 황녀(氷高皇女) - 훗날의 겐쇼 천황(元正天皇)
  - 아들：가루 황자(珂瑠皇子) - 훗날의 몬무 천황(文武天皇)
    - 손자：오비토 황자(首皇子) - 훗날의 쇼무 천황(聖武天皇)

  - 딸：기비 내친왕(吉備内親王) - 나가야 왕(長屋王)의 비(妃)
    - 손자：가시와데 왕(膳夫王)、가쓰라기 왕(葛木王)、가키토리 왕(鉤取王)、구와타 왕(桑田王)

## 같이 보기
- 일본 천황